# Bni Quolla
Bni Quolla  (in arabo بني قلة‎?) è un centro abitato e comune rurale del Marocco situato nella provincia di Ouezzane, regione di Tangeri-Tetouan-Al Hoceima. Conta una popolazione di 16 049 abitanti (censimento 2014).